# 유니코드 평면
유니코드 평면은 유니코드 전체를 논리적으로 나눈 구획을 말한다. 0번(다국어 기본 평면)에서부터 16번까지 모두 17개로 나뉘며, 각 평면은 65536개(216개)의 코드로 구성된다.

## 다국어 기본 평면
다국어 기본 평면(영어: Basic multilingual plane, BMP)은 유니코드의 첫째(0번) 평면으로, U+0000부터 U+FFFF까지의 영역을 차지한다. BMP에는 거의 모든 근대 문자와 특수 문자가 포함되어 있으며, 그 중 대부분은 한글과 한중일 통합 한자들로 이루어져 있다.
다음은 유니코드 다국어 기본 평면을 그림으로 나타낸 것이다. 1칸당 256자를 나타낸다.
유니코드 15.0 기준으로, 다국어 기본 평면에는 총 164개의 영역이 할당되어 있다.
- 로마자 기본 (ISO/IEC 8859-1의 하단부: ISO/IEC 646:1991-IRV, ASCII) (0000–007F)
- 로마자-1 보충 (ISO/IEC 8859-1의 상단부) (0080–00FF)
- 로마자 확장-A (0100–017F)
- 로마자 확장-B (0180–024F)
- IPA 확장 (0250–02AF)
- 수식 문자 (02B0–02FF)
- 조합 분음 부호 (0300–036F)
- 그리스 문자와 콥트 문자 (0370–03FF)
- 키릴 문자 (0400–04FF)
- 키릴 문자 보충 (0500–052F)
- 아르메니아 문자 (0530–058F)
- 아람어 계열 문자
  - 히브리 문자 (0590–05FF)
  - 아랍 문자 (0600–06FF)
  - 시리아 문자 (0700–074F)
  - 아랍 문자 보충 (0750–077F)
  - 타나 문자 (0780–07BF)
  - 은코 문자 (07C0–07FF)
  - 사마리아 문자 (0800–083F)
  - 만다이아 (0840–085F)
  - 시리아 문자 보충 (0860–086F)
  - 아랍 문자 확장-B (0870–089F)
  - 아랍 문자 확장-A (08A0–08FF)
- 브라흐미 문자
  - 데바나가리 문자 (0900–097F)
  - 벵골 문자 (0980–09FF)
  - 구르무키 문자 (0A00–0A7F)
  - 구자라트 문자 (0A80–0AFF)
  - 오리야 문자 (0B00–0B7F)
  - 타밀 문자 (0B80–0BFF)
  - 텔루구 문자 (0C00–0C7F)
  - 칸나다 문자 (0C80–0CFF)
  - 말라얄람 문자 (0D00–0D7F)
  - 싱할라 문자 (0D80–0DFF)
  - 타이 문자 (0E00–0E7F)
  - 라오 문자 (0E80–0EFF)
  - 티베트 문자 (0F00–0FFF)
  - 미얀마 문자 (1000–109F)
- 조지아 문자 (10A0–10FF)
- 한글 자모 (1100–11FF)
- 에티오피아 문자 (1200–137F)
- 에티오피아 문자 보충 (1380–139F)
- 체로키 문자 (13A0–13FF)
- 통합 캐나다 원주민 음절문자 (1400–167F)
- 오검 문자 (1680–169F)
- 룬 문자 (16A0–16FF)
- 필리핀 문자
  - 타갈로그 문자 (1700–171F)
  - 하누노오 문자 (1720–173F)
  - 부히드 문자 (1740–175F)
  - 타그반와 문자 (1760–177F)
- 크메르 문자 (1780–17FF)
- 몽골 문자 (1800–18AF)
- 통합 캐나다 원주민 음절문자 확장 (18B0–18FF)
- 브라흐미 문자
- 림부 문자 (1900–194F)
- 따이어파 문자
  - 따이레 문자 (1950–197F)
  - 새 따이루에 문자 (1980–19DF)
  - 크메르 기호 (19E0–19FF)
  - 부기 문자 (1A00–1A1F)
  - 따이탐 문자 (1A20–1AAF)
- 조합 분음 부호 확장 (1AB0–1AFF)
- 인도네시아 문자
  - 발리 문자 (1B00–1B7F)
  - 순다 문자 (1B80–1BBF)
  - 바탁 문자 (1BC0–1BFF)
- 렙차 문자 (1C00–1C4F)
- 올치키 문자 (1C50–1C7F)
- 키릴 문자 확장-C (1C80–1C8F)
- 조지아 문자 확장 (1C90–1CBF)
- 순다 문자 보충 (1CC0–1CCF)
- 베다 문자 확장 (1CD0–1CFF)
- 로마자 보충
  - 음성 기호 확장 (1D00–1D7F)
  - 음성 기호 확장 보충 (1D80–1DBF)
  - 조합 분음 부호 보충 (1DC0–1DFF)
  - 라틴 확장 추가 (1E00–1EFF)
- 그리스 문자 확장 (1F00–1FFF)
- 기호
  - 일반 구두 문자 (2000–206F)
  - 위 첨자와 아래 첨자 (2070–209F)
  - 화폐 기호 (20A0–20CF)
  - 기호용 조합 분음 부호 (20D0–20FF)
  - 글자꼴 기호 (2100–214F)
  - 숫자꼴 (2150–218F)
  - 화살표 (2190–21FF)
  - 수학 연산자 (2200–22FF)
  - 여러 가지 기술 기호 (2300–23FF)
  - 제어 문자 기호 (2400–243F)
  - 문자 인식 기호 (2440–245F)
  - 괄호 문자 (2460–24FF)
  - 상자 그리기 (2500–257F)
  - 네모 기호 (2580–259F)
  - 도형 기호 (25A0–25FF)
  - 여러 가지 기호 (2600–26FF)
  - 딩뱃 (2700–27BF)
  - 여러 가지 수학 기호-A (27C0–27EF)
  - 보충 화살표-A (27F0–27FF)
  - 점자 패턴 (2800–28FF)
  - 보충 화살표-B (2900–297F)
  - 여러 가지 수학 기호-B (2980–29FF)
  - 보충 수학 연산자 (2A00–2AFF)
  - 여러 가지 기호와 화살표 (2B00–2BFF)
- 글라골 문자 (2C00–2C5F)
- 로마자 확장-C (2C60–2C7F)
- 콥트 문자 (2C80–2CFF)
- 조지아 문자 보충 (2D00–2D2F)
- 티피나그 문자 (2D30–2D7F)
- 에티오피아 문자 확장 (2D80–2DDF)
- 키릴 문자 확장-A (2DE0–2DFF)
- 보충 구두 문자 (2E00–2E7F)
- 한중일 문자와 기호
  - 한중일 부수 보충 (2E80–2EFF)
  - 강희자전 부수 (2F00–2FDF)
  - 한자꼴 지시 부호 (2FF0–2FFF)
  - 한중일 기호와 구두 문자 (3000–303F)
  - 히라가나 (3040–309F)
  - 가타카나 (30A0–30FF)
  - 주음부호 (3100–312F)
  - 한글 호환용 자모 (3130–318F)
  - 간분 (3190–319F)
  - 주음부호 확장 (31A0–31BF)
  - 한중일 한자 획 (31C0–31EF)
  - 가타카나 음절 확장 (31F0–31FF)
  - 한중일 괄호 문자 (3200–32FF)
  - 한중일 호환용 (3300–33FF)
  - 한중일 통합 한자 확장 A (3400–4DBF)
  - 역경 64괘 (4DC0–4DFF)
  - 한중일 통합 한자 (4E00–9FFF)
- 이 문자 음절 (A000–A48F)
- 이 문자 부수 (A490–A4CF)
- 리수 문자 (A4D0–A4FF)
- 바이 문자 (A500–A63F)
- 키릴 문자 확장-B (A640–A69F)
- 바뭄 문자 (A6A0–A6FF)
- 성조 수식 부호 (A700–A71F)
- 로마자 확장-D (A720–A7FF)
- 브라흐미 문자
  - 실헤티 나가리 (A800–A82F)
  - 일반 인도 숫자꼴 (A830–A83F)
  - 파스파 문자 (A840–A87F)
  - 사우라슈트라 문자 (A880–A8DF)
  - 데바나가리 문자 확장 (A8E0–A8FF)
  - 카야리 문자 (A900–A92F)
  - 레장 (A930–A95F)
- 한글 자모 확장-A (A960–A97F)
- 브라흐미 문자
  - 자바 문자 (A980–A9DF)
  - 미얀마 문자 보충-B (A9E0–A9FF)
  - 참 문자 (AA00–AA5F)
  - 미얀마 문자 확장-A (AA60–AA7F)
  - 타이비엣 문자 (AA80–AADF)
  - 마니푸르 문자 확장 (AAE0–AAFF)
- 에티오피아 문자 확장-A (AB00–AB2F)
- 로마자 확장-E (AB30–AB6F)
- 체로키 문자 보충 (AB70–ABBF)
- 마니푸르 문자 (ABC0–ABFF)
- 한글 음절 (AC00–D7AF)
- 한글 자모 확장-B (D7B0–D7FF)
- 서로게이트
  - 상단 서로게이트 (D800–DB7F)
  - 상단 사용자 정의 서로게이트 (DB80–DBFF)
  - 하단 서로게이트 (DC00–DFFF)
- 사용자 정의 영역 (E000–F8FF)
- 한중일 호환용 한자 (F900–FAFF)
- 알파벳 문자 표현꼴 (FB00–FB4F)
- 아랍 문자 표현꼴-A (FB50–FDFF)
- 이체자 선택자 (FE00–FE0F)
- 수직 꼴 (FE10–FE1F)
- 통합 반자 (FE20–FE2F)
- 한중일 호환용 꼴 (FE30–FE4F)
- 작은꼴 변형 (FE50–FE6F)
- 아랍 문자 표현꼴-B (FE70–FEFF)
- 반각과 전각 (FF00–FFEF)
- 특수 (FFF0–FFFF)

## 다국어 보충 평면
1번 평면인 다국어 보충 평면(영어: Supplementary Multilingual Plane, SMP)은 옛 문자나 음악 기호, 수학 기호 등에 쓰인다.
다음은 유니코드 다국어 보충 평면을 그림으로 나타낸 것이다. 1칸당 256자를 나타낸다.
유니코드 15.0 기준으로, 다국어 보충 평면에는 총 151개 영역이 존재한다.
- 고졸기 그리스와 기타 좌횡서 문자
  - 선형문자 B 음절 문자 (10000–1007F)
  - 선형문자 B 표의 문자 (10080–100FF)
  - 에게 숫자 (10100–1013F)
  - 고대 그리스 숫자 (10140–1018F)
  - 고대 기호 (10190–101CF)
  - 파이스토스 원반 (101D0–101FF)
  - 리키아 문자 (10280–1029F)
  - 카리아 문자 (102A0–102DF)
  - 콥트 숫자 (102E0–102FF)
  - 옛 이탈리아 문자 (10300–1032F)
  - 고트 문자 (10330–1034F)
  - 옛 페름 문자 (10350–1037F)
  - 우가리트 문자 (10380–1039F)
  - 옛 페르시아 문자 (103A0–103DF)
  - 데저렛 문자 (10400–1044F)
  - 쇼 문자 (10450–1047F)
  - 오스마니아 문자 (10480–104AF)
  - 오세이지 문자 (104B0–104FF)
  - 엘바산 문자 (10500–1052F)
  - 코카서스 알바니아 문자 (10530–1056F)
  - 비스쿠치 문자 (10570–105BF)
  - 선형문자 A (10600–1077F)
  - 로마자 확장-F (10780–107BF)
- 우횡서 문자
  - 키프로스 음절문자 (10800–1083F)
  - 제국 아람 문자 (10840–1085F)
  - 팔미라 문자 (10860–1087F)
  - 나바테아 문자 (10880–108AF)
  - 하트라 문자 (108E0–108FF)
  - 페니키아 문자 (10900–1091F)
  - 리디아 문자 (10920–1093F)
  - 메로이트 상형문자 (10980–1099F)
  - 메로이트 필기체 (109A0–109FF)
  - 카로슈티 문자 (10A00–10A5F)
  - 옛 남부 아랍 문자 (10A60–10A7F)
  - 옛 북부 아랍 문자 (10A80–10A9F)
  - 마니 문자 (10AC0–10AFF)
  - 아베스타 문자 (10B00–10B3F)
  - 파르티아 금석문자 (10B40–10B5F)
  - 팔라비 금석문자 (10B60–10B7F)
  - 팔라비 시편문자 (10B80–10BAF)
  - 옛 튀르크 문자 (10C00–10C4F)
  - 옛 헝가리 문자 (10C80–10CFF)
  - 하니피 로힝야 문자 (10D00–10D3F)
  - 루미 숫자 기호 (10E60–10E7F)
  - 야지디 문자 (10E80–10EBF)
  - 아랍 문자 확장-C (10EC0–10EFF)
  - 옛 소그드 문자 (10F00–10F2F)
  - 소그드 문자 (10F30–10F6F)
  - 옛 위구르 문자 (10F70–10FAF)
  - 호라즘 문자 (10FB0–10FDF)
  - 아람 문자 (10FE0–10FFF)
- 브라흐미 문자
  - 브라흐미 문자 (11000–1107F)
  - 카이티 문자 (11080–110CF)
  - 소라솜펭 문자 (110D0–110FF)
  - 차크마 문자 (11100–1114F)
  - 마하자니 문자 (11150–1117F)
  - 샤라다 문자 (11180–111DF)
  - 싱할라 구식 숫자 (111E0–111FF)
  - 코지키 문자 (11200–1124F)
  - 물탄 문자 (11280–112AF)
  - 쿠다바디 문자 (112B0–112FF)
  - 그란타 문자 (11300–1137F)
  - 네와 문자 (11400–1147F)
  - 티르후타 (11480–114DF)
  - 싯담 문자 (11580–115FF)
  - 모디 문자 (11600–1165F)
  - 몽골 문자 보충 (11660–1167F)
  - 타크리 문자 (11680–116CF)
  - 아홈 문자 (11700–1174F)
  - 도그라 문자 (11800–1184F)
  - 와랑 치티 문자 (118A0–118FF)
  - 디베히 아쿠루 문자 (11900–1195F)
  - 난디나가리 문자 (119A0–119FF)
  - 자나바자르 사각문자 (11A00–11A4F)
  - 소욤보 문자 (11A50–11AAF)
- 통합 캐나다 원주민 음절 문자 확장-A (11AB0–11ABF)
- 브라흐미 문자
  - Pau Cin Hau (11AC0–11AFF)
  - 데바나가리 문자 확장-A (11B00–11B5F)
  - Bhaiksuki (11C00–11C6F)
  - Marchen (11C70–11CBF)
  - Masaram Gondi (11D00–11D5F)
  - Gunjala Gondi (11D60–11DAF)
  - 마카사르 문자 (11EE0–11EFF)
  - 카위 문자 (11F00–11F5F)
- 리수 문자 보충 (11FB0–11FBF)
- 타밀 문자 보충 (11FC0–11FFF)
- 설형문자 (12000–123FF)
- 설형문자 숫자와 구두점 (12400–1247F)
- 초기왕조 설형문자 (12480–1254F)
- 키프로스-미노아 문자 (12F90–12FFF)
- 이집트 상형문자 (13000–1342F)
- 이집트 상형문자 Format Controls (13430–1345F)
- 아나톨리아 상형문자 (14400–1467F)
- 바뭄 문자 보충 (16800–16A3F)
- Mro (16A40–16A6F)
- Tangsa (16A70–16ACF)
- Bassa Vah (16AD0–16AFF)
- Pahawh Hmong (16B00–16B8F)
- Medefaidrin (16E40–16E9F)
- Miao (16F00–16F9F)
- Ideographic Symbols and Punctuation (16FE0–16FFF)
- 탕구트 문자 (17000–187FF)
- Tangut Components (18800–18AFF)
- Khitan Small Script (18B00–18CFF)
- 탕구트 문자 보충 (18D00–18D7F)
- 가나 확장-B (1AFF0–1AFFF)
- 가나 보충 (1B000–1B0FF)
- 가나 확장-A (1B100–1B12F)
- 소형 가나 확장 (1B130–1B16F)
- 여서문자 (1B170–1B2FF)
- 뒤플루아예 속기 (1BC00–1BC9F)
- Shorthand Format Controls (1BCA0–1BCAF)
- 기호
  - 기보법
    - 즈나메니 기보법 (1CF00–1CFCF)
    - 비잔티움 악보 기호 (1D000–1D0FF)
    - 악보 기호 (1D100–1D1FF)
    - 고대 그리스 기보법 (1D200–1D24F)

  - 카크도비크 숫자 (1D2C0–1D2DF)
  - 마야 숫자 (1D2E0–1D2FF)
  - 수학 기호
    - 태현경 기호 (1D300–1D35F)
    - 산가지 (1D360–1D37F)
    - 수학용 영숫자 기호 (1D400–1D7FF)

  - 서튼 수화문자 (1D800–1DAAF)
- 로마자 확장-G (1DF00–1DFFF)
- 글라골 문자 보충 (1E000–1E02F)
- 키릴 문자 보충-D (1E030–1E08F)
- 냐켕푸아체몽 (1E100–1E14F)
- 토토 문자 (1E290–1E2BF)
- 완초 문자 (1E2C0–1E2FF)
- 문다리 문자 (1E4D0–1E4FF)
- 에티오피아 문자 확장-B (1E7E0–1E7FF)
- 멘데 문자 (1E800–1E8DF)
- 아들람 문자 (1E900–1E95F)
- 기호
  - 인도 시야크 숫자 (1EC70–1ECBF)
  - 오스만 시야크 숫자 (1ED00–1ED4F)
  - 아랍 수학 알파벳 기호 (1EE00–1EEFF)
  - 놀이패와 카드
    - 마작패 (1F000–1F02F)
    - 도미노패 (1F030–1F09F)
    - 플레잉 카드 (1F0A0–1F0FF)

  - Enclosed Alphanumeric Supplement (1F100–1F1FF)
  - Enclosed Ideographic Supplement (1F200–1F2FF)
  - 여러 가지 기호와 그림문자 (1F300–1F5FF)
  - 이모티콘 (1F600–1F64F)
  - 장식용 딩뱃 (1F650–1F67F)
  - 교통과 지도 기호 (1F680–1F6FF)
  - 연금술 기호 (1F700–1F77F)
  - Geometric Shapes Extended (1F780–1F7FF)
  - 보충 화살표-C (1F800–1F8FF)
  - 보충 기호와 그림문자 (1F900–1F9FF)
  - 체스 기호 (1FA00–1FA6F)
  - 기호와 그림문자 확장-A (1FA70–1FAFF)
  - Symbols for Legacy Computing (1FB00–1FBFF)

## 상형 문자 보충 평면
2번 평면인 상형 문자 보충 평면(영어: Supplementary Ideographic Plane, SIP)은 초기 유니코드에 포함되지 않은 한중일 통합 한자를 주로 담고 있다.
다음은 유니코드 상형 문자 보충 평면을 그림으로 나타낸 것이다. 1칸당 256자를 나타낸다.
유니코드 15.0 기준으로, 상형 문자 보충 평면에는 총 6개의 영역이 존재한다.
- 한중일 통합 한자 확장 B (20000–2A6DF)
- 한중일 통합 한자 확장 C (2A700–2B73F)
- 한중일 통합 한자 확장 D (2B740–2B81F)
- 한중일 통합 한자 확장 E (2B820–2CEAF)
- 한중일 통합 한자 확장 F (2CEB0–2EBEF)
- 한중일 호환용 한자 보충 (2F800–2FA1F)

## 상형 문자 제3 평면
3번 평면인 상형 문자 제3 평면(영어: Tertiary Ideographic Plane, TIP)은 갑골 문자, 금문, 소전 따위의 문자나 추가 한중일 통합 한자, 기타 옛 상형 문자 등을 위해 예약된 영역이다.
다음은 유니코드 상형 문자 제3 평면을 그림으로 나타낸 것이다. 1칸당 256자를 나타낸다.
유니코드 15.0 기준으로, 상형 문자 보충 평면에는 총 2개의 영역이 존재한다.
- 한중일 통합 한자 확장 G (30000–3134F)
- 한중일 통합 한자 확장 H (31350–323AF)

## 미지정 평면
유니코드 4번 평면부터 13번 평면에는 2015년 현재 아무 문자나 기호도 지정되지 않았다.

## 특수 목적 보충 평면
14번 평면인 특수 목적 보충 평면(영어: Supplementary Special-purpose Plane, SSP)에는 2010년 현재 적은 수의 제어용 문자들이 들어 있다.
다음은 유니코드 특수 목적 보충 평면을 그림으로 나타낸 것이다. 1칸당 256자를 나타낸다.

## 사용자 영역 평면
15번과 16번 두 평면은 사용자 영역으로, 특정 업체나 사용자 별로 할당하여 쓰게 되므로 소프트웨어간이나 글꼴간의 호환성이 보장되지 않는다.

## 같이 보기
- 유니코드 범위 목록